# Discografia de HIM
Este anexo lista a discografia da banda HIM.

## Álbuns de estúdio
| Ano                       | Álbum | Posição | Posição | Posição | Posição | Posição | Posição | Posição | Posição | Posição | Posição | Certificação                                                            |
| Ano                       | Álbum | FIN     | AUS     | AUT     | ALE     | NOR     | ESP     | SUE     | SUI     | RU      | US      | Certificação                                                            |
| ------------------------- | --- | ------- | ------- | ------- | ------- | ------- | ------- | ------- | ------- | ------- | ------- | ----------------------------------------------------------------------- |
| 1997                      | Greatest Love Songs Vol. 666 - Lançamento: 20 de Novembro de 1997 - Gravadora: BMG (#4321589142) - Formato: CD                 | 4       | —       | —       | 50      | —       | —       | —       | —       | —       | —       | - FIN: Platina                                                          |
| 1999                      | Razorblade Romance - Lançamento: 19 de Dezembro de 1999 - Gravadora: Supersonic Records (#0743217282226) - Formato: CD         | 1       | —       | 1       | 1       | —       | —       | —       | 8       | —       | —       | - FIN: 2× Platina - EUROPA: Platina - ALE: Platina, 3× Ouro - AUT: Ouro |
| 2001                      | Deep Shadows and Brilliant Highlights - Lançamento: 27 de Agosto de 2001 - Gravadora: GUN Records (#74321879332) - Formato: CD | 1       | —       | 1       | 2       | —       | —       | 44      | 2       | —       | 190     | - FIN: Platina - AUT: Ouro                                              |
| 2003                      | Love Metal - Lançamento: 14 de Abril de 2003 - Gravadora: BMG (#2876505102) - Formato: CD                                      | 1       | —       | 5       | 1       | 32      | —       | 11      | 4       | 55      | 117     | - FIN: Platina - ALE: Ouro                                              |
| 2005                      | Dark Light - Lançamento: 26 de Setembro de 2005 - Gravadora: Sire Records (#0093624928423) - Formato: CD, Download digital     | 1       | 40      | 4       | 4       | 13      | 10      | 7       | 8       | 18      | 18      | - FIN: Platina - ALE: Ouro - EUA: Ouro                                  |
| 2007                      | Venus Doom - Lançamento: 14 de Setembro de 2007 - Gravadora: Sire Records (#9362499890) - Formato: CD, Download digital        | 2       | 32      | 9       | 3       | 22      | 22      | 12      | 5       | 31      | 12      | - FIN: Ouro                                                             |
| 2010                      | Screamworks: Love in Theory and Practice - Lançamento: 9 de Fevereiro de 2010 - Gravadora: Sire Records - Format: CD, DD       | 2       | 36      | —       | —       | —       | 27      | 21      | —       | 50      | 25      | - FIN: Ouro                                                             |
| "—" não chegou às tabelas | |         |         |         |         |         |         |         |         |         |         |                                                                         |

## Compilações
| Ano                       | Detalhes | Posição | Posição | Posição | Posição | Posição | Posição | Posição | Certificação   |
| Ano                       | Detalhes | FIN     | AUT     | ALE     | NOR     | SUE     | SUI     | RU      | Certificação   |
| ------------------------- | --- | ------- | ------- | ------- | ------- | ------- | ------- | ------- | -------------- |
| 2002                      | The Single Collection - Lançamento: 7 de Outubro de 2002 - Gravadora: BMG (#743219617323)                                                                 | 12      | —       | —       | —       | —       | —       | —       |                |
| 2004                      | And Love Said No: The Greatest Hits 1997-2004 - Lançamento: 15 de Março de 2004 - Gravadora: BMG (#82876603362)                                           | 2       | 9       | 5       | 32      | 20      | 18      | 30      | - FIN: Platina |
| 2004                      | Greatest Love Songs Vol. 666/Razorblade Romance/Deep Shadows and Brilliant Highlights - Lançamento: 27 de Setembro de 2004 - Gravadora:BMG (#82876649852) | —       | —       | —       | —       | —       | —       | —       |                |
| 2006                      | Uneasy Listening Vol. 1 - Lançamento: 27 de Outubro de 2006 - Gravadora: Sony BMG (#88697011682)                                                          | 7       | —       | 37      | —       | 55      | 40      | —       |                |
| 2007                      | Uneasy Listening Vol. 2 - Lançamento: 20 de Abril de 2007 - Gravadora: Sony BMG (#88697011692)                                                            | 12      | 71      | 38      | —       | —       | 61      | —       |                |
| 2007                      | Uneasy Listening Vol. 1 & 2 - Lançamento: 9 de Novembro de 2007 - Gravadora: Sony BMG (#88697011702)                                                      | —       | —       | —       | —       | —       | —       | —       |                |
| "—" não chegou às tabelas | |         |         |         |         |         |         |         |                |

## Ao vivo
| Ano  | Detalhes                                                                                          | Posição | Posição | Posição | Posição | Posição | Posição | Posição |
| Ano  | Detalhes                                                                                          | FIN     | AUS     | AUT     | ALE     | SUE     | EUA     |         |
| ---- | ------------------------------------------------------------------------------------------------- | ------- | ------- | ------- | ------- | ------- | ------- | ------- |
| 2008 | Digital Versatile Doom - Lançamento: 1 de Abril de 2008 - Gravadora: Sire Records (#093624992172) | 10      | 48      | 35      | 37      | 59      | 168     |         |

## EP's
| Ano                       | Detalhes                                                                        | Posição |
| Ano                       | Detalhes                                                                        | FIN     |
| ------------------------- | ------------------------------------------------------------------------------- | ------- |
| 1992                      | Witches and Other Night Fears - Lançamento: 1992                                | —       |
| 1995                      | This Is Only the Beginning - Lançamento: 1995                                   | —       |
| 1996                      | 666 Ways to Love: Prologue - Lançamento: 16 de Outubro de 1996 - Gravadora: BMG | 9       |
| "—" não chegou às tabelas |                                                                                 |         |

## Singles
| Ano                       | Título                                        | Posição | Posição | Posição | Posição | Posição | Posição | Posição | Posição | Posição | Álbum                                         |
| Ano                       | Título                                        | FIN     | AUT     | ALE     | NOR     | SUE     | SUI     | RU      | EUA     | US Mod  | Álbum                                         |
| ------------------------- | --------------------------------------------- | ------- | ------- | ------- | ------- | ------- | ------- | ------- | ------- | ------- | --------------------------------------------- |
| 1998                      | "Your Sweet Six Six Six"                      | 7       | —       | —       | —       | —       | —       | —       | —       | —       | Greatest Love Songs Vol. 666                  |
| 1998                      | "Wicked Game"                                 | —       | —       | —       | —       | —       | —       | —       | —       | —       | Greatest Love Songs Vol. 666                  |
| 1998                      | "When Love and Death Embrace"                 | 9       | —       | —       | —       | —       | —       | —       | —       | —       | Greatest Love Songs Vol. 666                  |
| 1999                      | "It's All Tears (Drown in This Love)"         | —       | —       | —       | —       | —       | —       | —       | —       | —       | Greatest Love Songs Vol. 666                  |
| 1999                      | "Join Me in Death"                            | 1       | 2       | 1       | —       | 8       | 52      | —       | —       | —       | Razorblade Romance                            |
| 2000                      | "Right Here in My Arms"                       | 1       | —       | 22      | —       | 45      | —       | —       | —       | —       | Razorblade Romance                            |
| 2000                      | "Poison Girl"                                 | 3       | —       | 34      | —       | —       | —       | —       | —       | —       | Razorblade Romance                            |
| 2000                      | "Gone With the Sin"                           | 1       | —       | 19      | —       | 89      | —       | —       | —       | —       | Razorblade Romance                            |
| 2000                      | "Your Sweet Six Six Six"                      | —       | —       | —       | —       | —       | —       | —       | —       | —       | Razorblade Romance                            |
| 2000                      | "Wicked Game"                                 | —       | —       | —       | —       | —       | —       | —       | —       | —       | Razorblade Romance                            |
| 2001                      | "Pretending"                                  | 1       | 36      | 10      | —       | —       | 32      | —       | —       | —       | Deep Shadows and Brilliant Highlights         |
| 2001                      | "In Joy and Sorrow"                           | 2       | —       | 17      | —       | —       | 98      | —       | —       | —       | Deep Shadows and Brilliant Highlights         |
| 2002                      | "Heartache Every Moment / Close to the Flame" | 2       | —       | 20      | —       | —       | 88      | —       | —       | —       | Deep Shadows and Brilliant Highlights         |
| 2003                      | "The Funeral of Hearts"                       | 1       | 26      | 3       | —       | —       | 24      | 15      | —       | —       | Love Metal                                    |
| 2003                      | "Buried Alive By Love"                        | —       | 66      | 27      | —       | —       | 98      | 30      | —       | —       | Love Metal                                    |
| 2003                      | "The Sacrament"                               | 4       | 47      | 22      | —       | —       | 71      | 23      | —       | —       | Love Metal                                    |
| 2004                      | "Solitary Man"                                | 2       | 45      | 17      | —       | 37      | 40      | 9       | —       | —       | And Love Said No: The Greatest Hits 1997-2004 |
| 2004                      | "And Love Said No"                            | 2       | —       | —       | —       | —       | —       | —       | —       | —       | And Love Said No: The Greatest Hits 1997-2004 |
| 2005                      | "Wings of a Butterfly"                        | 1       | 12      | 10      | 18      | 12      | 28      | 10      | 97      | 19      | Dark Light                                    |
| 2005                      | "Vampire Heart"                               | —       | —       | —       | —       | —       | —       | —       | —       | —       | Dark Light                                    |
| 2006                      | "Killing Loneliness"                          | 2       | 56      | 32      | —       | —       | 44      | 26      | —       | —       | Dark Light                                    |
| 2006                      | "In Joy and Sorrow/Pretending"                | 1       | —       | —       | —       | —       | —       | —       | —       | —       | Uneasy Listening Vol. 1                       |
| 2007                      | "The Kiss of Dawn"                            | 2       | —       | 44      | —       | 30      | —       | 59      | —       | —       | Venus Doom                                    |
| 2007                      | "Bleed Well"                                  | —       | —       | —       | —       | —       | —       | —       | —       | —       | Venus Doom                                    |
| 2009                      | "Heartkiller"                                 | 5       | 56      | 34      | —       | —       | —       | —       | —       | 30      | Screamworks: Love in Theory and Practice      |
| 2010                      | "Scared to Death"                             | —       | —       | —       | —       | —       | —       | —       | —       | —       | Screamworks: Love in Theory and Practice      |
| "—" não chegou às tabelas |                                               |         |         |         |         |         |         |         |         |         |                                               |

## Vídeo clips
| Ano  | Título                             | Director(es)     |
| ---- | ---------------------------------- | ---------------- |
| 1996 | "Wicked Game" (versão 1)           | Antto Melasniemi |
| 1998 | "Wicked Game" (versão 2)           | Markus Walter    |
| 1999 | "When Love and Death Embrace"      | Mikko Pitkänen   |
| 1999 | "Join Me in Death" (versão 1)      | Robert Wilde     |
| 2000 | "Right Here in My Arms"            | Pasi Pauni       |
| 2000 | "Poison Girl"[A]                   | —                |
| 2000 | "Gone With the Sin"                | Ercin Filizli    |
| 2000 | "Join Me in Death" (versão 2)      | John Hillcoat    |
| 2000 | "Wicked Game" (version 3)          | Bill Yükich      |
| 2001 | "Pretending"                       | Kevin Godley     |
| 2001 | "In Joy and Sorrow"                | John Hillcoat    |
| 2001 | "Heartache Every Moment"[A]        | —                |
| 2002 | "Close to the Flame"[A]            | —                |
| 2003 | "The Funeral of Hearts"            | Stefan Lindfors  |
| 2003 | "Buried Alive By Love"             | Bam Margera      |
| 2004 | "The Sacrament"                    | Bam Margera      |
| 2004 | "Solitary Man"                     | Bam Margera      |
| 2004 | "And Love Said No"                 | Bam Margera      |
| 2005 | "Rip Out The Wings of a Butterfly" | Meiert Avis      |
| 2005 | "Killing Loneliness" (versão 1)    | Noble Jones      |
| 2006 | "Killing Loneliness" (versão 2)    | Nathan Cox       |
| 2007 | "The Kiss of Dawn"                 | Meiert Avis      |
| 2007 | "Bleed Well"                       | Meiert Avis      |

Notas
A^ Não teve director: vídeo realizado em torné.

## Vídeo
| Ano  | Detalhes                                                                                                | Posição | Posição | Posição | Posição | Certificação   |
| Ano  | Detalhes                                                                                                | FIN     | AUS     | ALE     | EUA     | Certificação   |
| ---- | --- | ------- | ------- | ------- | ------- | -------------- |
| 2004 | The Video Collection: 1997-2003 - Lançamento: 7 de Dezembro de 2004 - Gravadora: Song BMG (#6024986485) | —       | —       | —       | —       |                |
| 2005 | Love Metal Archives Vol. I - Lançamento: 25 de Abril de 2005 - Gravadora: Sony BMG (#82876685889)       | —       | —       | 15      | —       | - FIN: Platina |
| 2008 | Digital Versatile Doom - Lançamento: 1 de Abril de 2008 - Gravadora: Sire Records (#093624992172)       | 10      | 48      | 37      | 168     |                |